# 矢内ジャスティス
矢内 ジャスティス（やうち じゃすてぃす、1999年10月9日 - ）は、日本の女子バレーボール選手。
JT時代の登録名はヒックマン ジャスティス（Jahstice Hickman）。

## 来歴
山口県防府市出身。ジャマイカ人の父と日本人の母の間に生まれる。5人きょうだいの長女（兄と弟2人と妹1人がいる）。小学2年生のとき、当時住んでいた兵庫県加古川市で友人に誘われて播磨町のジュニアクラブでバレーボールを始めた。
2018年、JTマーヴェラスに入団。
2022年5月31日をもってJTマーヴェラスを退団し現役を引退した。
2023年に現役復帰し、モンゴルリーグのKhovd Ijil Altain Barsに入団した。チームは4位に終わったが、個人としてはオールスターゲームに出場した。2024-25シーズンも引き続き所属。リーグ準優勝し、自身はベストアウトサイドヒッターを受賞した。
2025年4月11日、韓国Vリーグのアジアクォータートライアウトドラフトで水原現代建設ヒルステートからの指名を受けた。

## 所属チーム
- 播磨町立播磨小学校[2]
- 都城市立都城西中学校[2]
- 誠英高等学校[1]
- JTマーヴェラス #14（2018-2022年）
- Khovd Ijil Altain Bars（2023-2025年）
- 水原現代建設ヒルステート（2025年-）

## 受賞歴
- 2025年 - モンゴルプレミアリーグ ベストアウトサイドヒッター

## 個人成績
V.LEAGUEの個人成績は下記の通り（交流戦・プレーオフを含む）。
| 大会        | 所属        | 出場   | 出場     | アタック | アタック | アタック | アタック | バックアタック | バックアタック | バックアタック | バックアタック | アタック決定本数 | ブロック | ブロック   | サーブ | サーブ     | サーブ | サーブ | サーブ | サーブ | サーブレシーブ | サーブレシーブ | サーブレシーブ | 総得点 |
| ----------- | ----------- | ------ | -------- | -------- | -------- | -------- | -------- | -------------- | -------------- | -------------- | -------------- | ---------------- | -------- | ---------- | ------ | ---------- | ------ | ------ | ------ | ------ | -------------- | -------------- | -------------- | ------ |
| 大会        | 所属        | 試合数 | セット数 | 打数     | 得点     | 失点     | 決定率   | 打数           | 得点           | 失点           | 決定率         | セット平均       | 得点     | セット平均 | 打数   | ノータッチ | エース | 失点   | 効果   | 効果率 | 受数           | 成功           | 成功率         | 総得点 |
| V1 2019-20  | JT          | 26     | 37       | 289      | 90       | 14       | 31.1     | 24             | 8              | 2              | 33.3           | 2.43             | 4        | 0.11       | 103    | 0          | 6      | 7      | 35     | 12.6   | 226            | 158            | 58.0           | 100    |
| V1 2018-19  | JT          | 14     | 24       | 7        | 3        | 1        | 42.9     | 1              | 0              | 0              | 0.0            | 0.12             | 0        | -          | 11     | 0          | 0      | 1      | 0      | -2.3   | 37             | 28             | 60.8           | 3      |
| 通算：2大会 | 通算：2大会 | 40     | 61       | 296      | 93       | 15       | 31.4     | 25             | 8              | 2              | 32.0           | 1.52             | 4        | 0.07       | 114    | 0          | 6      | 8      | 35     | 11.2   | 263            | 186            | 58.4           | 103    |